# Municipio de Glenwood (condado de Deuel)
El municipio de Glenwood (en inglés: Glenwood Township) es un municipio ubicado en el condado de Deuel en el estado estadounidense de Dakota del Sur. En el año 2010 tenía una población de 105 habitantes y una densidad poblacional de 0,93 personas por km².

## Geografía
El municipio de Glenwood se encuentra ubicado en las coordenadas 44°50′30″N 96°32′39″O / 44.84167, -96.54417. Según la Oficina del Censo de los Estados Unidos, el municipio tiene una superficie total de 112.72 km², de la cual 110,76 km² corresponden a tierra firme y (1,74 %) 1,96 km² es agua.

## Demografía
Según el censo de 2010, había 105 personas residiendo en el municipio de Glenwood. La densidad de población era de 0,93 hab./km². De los 105 habitantes, el municipio de Glenwood estaba compuesto por el 100 % blancos. Del total de la población el 0 % eran hispanos o latinos de cualquier raza.